# The D.O.C.
Трейсі Лінн Керрі (англ. Tracy Lynn Curry; нар. 10 червня 1968, Даллас, Техас, США), американський хіп-хоп виконавець, композитор, продюсер, відомий як The D.O.C. Народився в Далласі, штат Техас, входив до складу групи Fila Fresh Crew і був автором багатьох пісень групи N.W.A, а пізніше після автомобільної аварії, яка пошкодила його голосові зв'язки, допомагав у написанні текстів у Death Row Records.

## Кар'єра
Починав музичну кар'єру The D.O.C. у складі Fila Fresh Crew під псевдонімом Doc-T at the Time, з якою взяв участь у записі першого альбому N.W.A – N.W.A. and the Posse (1987). Через рік, помінявши псевдонім на The D.O.C., Трейсі взяв участь у запису першого альбому Eazy-E і другого N.W.A. У 1989 році за підтримки Dr. Dre, The D.O.C. записав свій перший альбом - No One Can Do It Better, який відразу ж був визнаний класикою жанру.

## Інцидент
Через деякий час після випуску першого альбому Трейсі пошкодив свої голосові зв'язки в автомобільній катастрофі, яка мало не поставила «хрест» на всьому житті музиканта. Після цього The D.O.C. почав писати тексти пісень для Dr. Dre, Snoop Dogg, MC Breed. Пішовши з Death Row Records у 1995 році через фінансові розбіжності, The D.O.C. випустив свої другий та третій альбоми у 1996 та 2003 рр., Helter Skelter та Deuce.

## Інше
- Трек «It's Funky Enough» з'явився на знаменитих відеоіграх таких як «Grand Theft Auto: San Andreas», «True Crime: Streets of LA» і «Madden 2005». Так само, «Whirlwind Pyramid» з'явилася у відеогрі «Tony Hawk's Underground 2», і трек «The Formula» можна почути в «True Crime: Streets of LA».
- Трек «Mind Blowin'» використовувався у грі «NBA Live 2005».
- The D.O.C. взяв участь у зйомці кліпу «That's Gangsta» репера Shyne, в якому були використані біти «It's Funky Enough».

## Дискографія
- 1989: No One Can Do It Better
- 1996: Helter Skelter
- 2003: Deuce